# مدهش (أغنية إينا)
'«مدهش'» (بالإنجليزية: Amazing) هي أغنية راقصة للمغنية الرومانية إينا من ألبومها الأول ساخن. كتبت وأنتجت من قبل الثلاتي بلاي أند وين. وقد أذيعت لأول مرة على الراديو يوم 6 من أغسطس 2009، وخرجت للأسواق في أكتوبر 2009. كما حصلت الأغنية على المرتبة الأولى في رومانيا.
وفكرة فيديو الأغنية تظهر إينا في أحد الشواطئ، بحيث تراقب حبيبها الوسيم حارس الشاطئ وهو يسبح.

ملصق ترويجي للأغنية.

وكانت الأغنية الوحيدة التي حققت نجاحا تجاريا في أوروبا حيث أصبحت تحتل مراكز تصاعدية في طوب-العشرين في معظم أنحاء البلاد. واختيرت ضمن رومانيا طوب 100، وعلاوة على ذلك، أصبحت الأغنية تتمركز جنبا إلى جنب مع أغنية سقوط ديجي. وقد بيعت 40600 نسخة في فرنسا اعتبارا من عام 2010.

## فيديو كليب
تم تصوير فيديو كليب الأغنية في أغسطس 2009 في البرتغال ببرايا داس ماسياس على شاطئ (Apples) على ساحل سنترا. ويتميز الجانب التصويري عدة لقطات تظهر جمالية هذا الشاطئ. الفيديو من إخراج الروماني توم بوكسر.
ويتضمن الفيديو لقطات خاصة من مدرسة (Portugal Surf Academia). وظهر أول مشهد ترويجي من أغنية Amazing يوم 22 أغسطس 2009 على قناة إينا على يوتيوب، بالإضافة إلى ذلك بثت قناة (Cannels) الرومانية لقطات ترويجية للأغنية.